# Vicente Valls Abad
Vicente Valls Abad (Alcoi, 25 de novembre de 1924-València, 22 d'agost de 2014) va ser un arquitecte espanyol.

## Biografia
Va ser fill primogènit de l'arquitecte alcoià Vicente Valls Gadea i Carmen Abad, els qui van tenir més tard vuit fills més.
L'any 1931 la família trasllada el seu domicili a València capital i és allà on realitzarà els estudis el jove Vallas Abad, primer a l'Acadèmia Ausías March, on es prepara entrar a l'Institut Blasco Ibáñez, on estudiarà els dos primers cursos de batxiller. Els dos cursos següents els va realitzar a l'Institut Ramon Lull de Palma, ciutat a la qual s'havia traslladat el seu pare per motius laborals. És per això que la guerra civil els agafa a l'arxipèlag Balear, estant la família separada uns a València i altres a Palma, fins que van poder reunir-se de nou uns mesos després de l'inici de la contesa i estar al costat fins al final de la mateixa.
Un cop finalitzada la contesa, el curs 39-40 i els dos següents els va poder realitzar al Col·legi Sant Josep de Jesuïtes de València (on va estudiar amb persones il·lustres de la ciutat de València com Emilio Alonso Manglano, Ignacio Carrau i Miguel Catania). L'any 1942 va dur a terme l'examen d'estat.
El mateix any 1942 es trasllada a Madrid on estudiarà Arquitectura, recomanat per Eladio España Navarro (1894-1972), sacerdot i rector del Col·legi del Patriarca, molt amic del Fundador de l'Opus Dei, Sant Josepmaria Escrivà. Durant els seus estudis s'allotja a la Residència Jenner, pertanyent a l'Obra, i que substituïa la residència del carrer Ferraz que va ser destruïda durant l'assalt a la Caserna de la Muntanya.
Durant la seva estada en aquesta residència va coincidir, entre d'altres amb els estudiants d'arquitectura Felipe Pérez-Enciso, Luis Borobio, Jesús Cagigal, i César Ortiz Echagüe i altres, que van tenir un paper important després a l'arquitectura espanyola. Com a conseqüència d'un malentès, el curs següent ha de deixar la Residència Jenner i es trasllada al Col·legi Major Jiménez de Cisneros, on residirà fins a acabar la cursa. L'últim any d'estudis s'allotja al Col·legi Major Antonio de Nebrija, que ocupava l'ala sud del mateix edifici. Allí coincideix amb Vázquez Molezún, juntament amb José María García de Paredes i Rafael Leoz.
Al maig de 1950 ha de renunciar a la matrícula a causa de problemes sorgits per la malaltia del seu pare, que li impedeix exercir la professió,1 cosa que l'obliga a partir del 1951 a ocupar-se de l'estudi i clients del seu pare, de la carrer de Ciril Amorós 71.
Va obtenir el títol d'arquitecte a l'Escola Tècnica Superior d'Arquitectura de Madrid el 1951. El 1965 es va doctorar.
En la seva joventut va ser un bon esportista arribant a jugar d'obertura a l'equip de rugbi del Col·legi Major, conegut per la gran rellevància dels seus equips dins del món del rugbi universitari espanyol.

## Vida professional
Mentre estava fent el servei militar havia obtingut un lloc a l'Institut Nacional de Colonització, per concurs-oposició, el nomenament del qual és publicat al BOE de 14 de novembre de 1951, i que l'interessat tractava d'endarrerir la incorporació efectiva al lloc per poder acabar el servei militar. Finalment va haver de renunciar per motius familiars, i així el 1953 va oposar per al càrrec d'arquitecte al servei de la Hisenda Pública.
Entre els anys 1953-1957 va estar destinat a Albacete i entre el 57 i el 61 a València. També treballà com arquitecte de Hisenda fins que sol·licità l'excedència l'any 1961 per a treballar únicament com arquitecte de l'Obra Sindical del Hogar (OSH) ja que el 1957 (any de la Riuada del Túria) havia estat nomenat funcionari d'aquesta institució per a la qual cosa va projectar i construir solucions d'urgència materialitzades en els importants grups d'habitatges socials.
El seu estil arquitectònic encaixa dins dels postulats de la modernitat. La part més destacada de la seva obra s'emmarca dins de l'habitatge social, on va marcar tendència, per exemple al grup residencial "Antonio Rueda" a l'avinguda de Tres Forques, a València; com la cooperativa d'obrers de Tavernes Blanques , la de Xelva, o el Grup San Rafael a Bunyol, encarregat per la Compañía Valenciana de Cementos.
El seu treball es va centrar i va destacar en projectes en el camp de la promoció privada (entre els quals cal recordar els encàrrecs per a la immobiliària VICOMAN, l'Empresa Valenciana de Ciments o l'empresari Gerardo Bacharach)
També va realitzar treballs en l'àmbit turístic com els apartaments de Les Playetes de Bellver a Oropesa del Mar, i el complex Tres Carabelas a la platja de Pinedo.6
Els anys 70 són anys de prosperitat i consolidació de la seva carrera com a arquitecte (el 1970-71 és nomenat arquitecte del Ministeri d'Educació i Ciència), destacant treballs com la Seu Regional del Banc Hispà Americà al carrer de les Barques o el del Banc Coca al carrer Lauria.
També treballà durant un curt temps al món universitari com a docent, impartint classes de Construcció II a l'Escola d'Arquitectura de València el curs 1969-70.
El 1980 rehabilita de manera integral l'edifici de la Plaça de Tetuan de València per allotjar el Centre Cultural de Bancaixa i posa fi a la seua vida professional. El 1984 reingressa al cos d'arquitectes al servei de la Hisenda Pública fins a la seva jubilació forçosa el 1989.
Va rebre diferents premis i distincions com la menció el 1973 dels Col·legis d'Arquitectes de València i Múrcia per les seues obres dins de l'habitatge social o de Mestre d'Arquitectura, que és un Premi a la Trajectòria Professional del Col·legi d'Arquitectes de la Comunitat Valenciana (COACV) l'any 2005.

## Obres
Algunes de les seves obres per ordre cronològic són:
- Grup Verge dels Desemparats a l'Avinguda del Cid, València. Al costat de Costa, Cabrero i Tatay, (1954-1962).
- Edifici de Sanitat Municipal, València (Demolid), en 1954.[9]
- Barri Sant Rafael a Bunyol (1955)[9]
- Edifici Bacharach entre els carrers Cirilo Amorós i Isabel la Catòlica. València. Amb L. Gutiérrez Soto, (1954-1957).[5]
- Parròquia del Remei, al carrer Grabador Esteve, València (1960)[9]
- Mútua Llevantina de Viatjants i Representants al carrer Batxiller, a València, al costat de J. García Sanz, 1963-1965.[9]
- Conjunt de 1002 habitatges. Polígon a l'avinguda de Castella, a València, al costat de J. García Sanz i L. Marés Feliu, 1965.[5]
- Conjunt de 1800 habitatges del Barri de la Pau. Polígon de Vistabella (Múrcia), 1966-1971.[9]
- Urbanització "Tres Carabelas" a Avinguda Las Gaviotas, El Perellonet (València), al costat de J. García Sanz, 1967.[6]
- Seu del Banc Hispà Americà al carrer de les Barques, a València.[5][9]
- Seu del Banc Coca al carrer Lauria, a València.[5]
- Col·legi El Vedat, a Torrent (València), (1966-1976) al costat de J. García Sanz.[9]
- Edifici Valcanera al carrer Colom cantonada carrer Sorní, a València, al costat de J. García Sanz, 1967-1969.[9]
- Grup de 1000 habitatges "Antonio Rueda" a l'avinguda de Tres Forques, a València, al costat de J. García Sanz i L. Marés, 1965-1972.[5]
- Grup d'habitatges "Vicente Mortes", polígon Fonteta de Sant Lluís, a València, amb J. García Sanz i Mensua, 1972-1974.